# Мојој мами уместо матурске слике у излогу
Мојој мами уместо матурске слике у излогу је први албум музичке групе Рани мраз из 1979. године. Групу су у овом периоду чинили Ђорђе Балашевић и Биљана Крстић. Рани мраз је претходно напустио Бора Ђорђевић, а уочи снимања албума напустила ју је и Верица Тодоровић.

## Албум
На албуму су свирали Владимир Фурдуј, Бојан Хрељац, Слободан Марковић као и сам продуцент албума. „Стара песма“ је настала неколико година пре изласка, те садржи делове песме „Зоки, Зоруле“.

## Списак песама
А страна
1. Увод
2. Све је добро кад се добро сврши
3. Драго ми је због мог старог
4. Један Саша из воза
5. Утицај рођака на мој животни пут
6. Много ми значи то

Б страна
1. Неки нови клинци
2. Стара песма *
3. Мој френд има рок енд рол бенд
4. Браколомац
5. Продаје се пријатељ

Музика и текстови Ђорђе Балашевић 
Аранжмани Јосип Бочек
- у песми коришћен рефрен из песме Зоки, Зоруле, Драгана Токовића